# (2037) Tripaxeptalis
(2037) Tripaxeptalis est un astéroïde de la ceinture principale.

## Description
(2037) Tripaxeptalis est un astéroïde de la ceinture principale découvert le 25 octobre 1973 par l'astronome suisse Paul Wild depuis l'observatoire Zimmerwald. Sa désignation provisoire était 1973 UB.

## Nom
Son nom est un jeu de mots et de chiffres avec les astéroïdes (679) Pax et (291) Alice. En effet, le numéro de l’astéroïde (2037) est égal à 3 × 679 et à 7 × 291, autrement dit trois Pax et sept Alice (tri Pax hepta Alice),.

## Satellite
Le 2 février 2023 est annoncée la découverte, par photométrie, d'un satellite en orbite autour de (2037) Tripaxeptalis par V. Benishek, P. Pravec et R. Durkee. Il a une période orbitale de 26,25 ± 0,02 heures et un diamètre moyen égal à 22 ± 2 % de celui de (2037) Tripaxeptalis, donc environ 1,3 kilomètre.